# Bugultxan
Bugultxan (en rus: Бугульчан) és un poble de Baixkíria, a Rússia, que en el cens del 2010 tenia 582 habitants. Pertany al districte de Iermolàievo.